# Basil Hirschowitz
Basil Isaac Hirschowitz (* 29. Mai 1925 in Bethal, Südafrika; † 19. Januar 2013 in Birmingham, Alabama) war ein akademischer Gastroenterologe an der University of Alabama at Birmingham.

## Leben
Er absolvierte seine medizinische Ausbildung an der Witwatersrand-Universität, wo er 1943 seinen Bachelor of Science in Chemie, 1947 seine Bachelor-Abschlüsse in Medizin (MB) und Chirurgie (ChB) und 1954 seinen medizinischen Doktortitel (M.D.) erwarb. 1948 bis 1949 war er House Officer im Johannesburg General Hospital, ging 1950 nach London und war 1951 bis 1953 Registrar am Central Middlesex Hospital.
1953 ging er in die USA, wo er zunächst einer Magen-Darm-Forschungsgruppe an der University of Michigan angehörte, Instructor und später Assistant Professor in der Abteilung für Innere Medizin war. 1957 wurde er Assistant Professor an der Temple University und 1959 Associate Professor am Medical College of Alabama, an dem er 1964 Professor wurde und 1959 bis 1988 die Abteilung Gastroenterologie leitete.
Um 1955–1958 entwickelte er mit C. Wilbur Peter und Lawrence E. Curtiss eine verbesserte optische Faser, was das erste flexible Endoskop ermöglichte. Er befasste sich mit Krankheiten des Magen-Darm-Trakts, der Physiologie des Magens und Mechanismen und Therapie von Überproduktion von Magensäure.
Er war seit 1958 verheiratet. 1961 wurde er in den USA eingebürgert.
Hirschowitz war Fellow des Royal College of Physicians und des Royal College of Physicians of Edinburgh, Fellow der Royal Society of Medicine und der American Association for the Advancement of Science.

## Auszeichnungen
- Schindler Medal der American Society for Gastrointestinal Endoscopy (1973)
- Friedenwald Medal der American Gastroenterological Association (1992)
- General Motors Cancer Research Awards Kettering Prize (1987)
- Ehrendoktor der Universität Göteborg (2006)